# أهل الشعيبي (حبيل جبر)

تعديل مصدري - تعديل

أهل الشعيبي هي إحدى قرى عزلة حبيل جبر بمديرية حبيل جبر التابعة لمحافظة لحج، بلغ تعداد سكانها 95 نسمة حسب تعداد اليمن لعام 2004.